# Zeezicht (Goedereede)

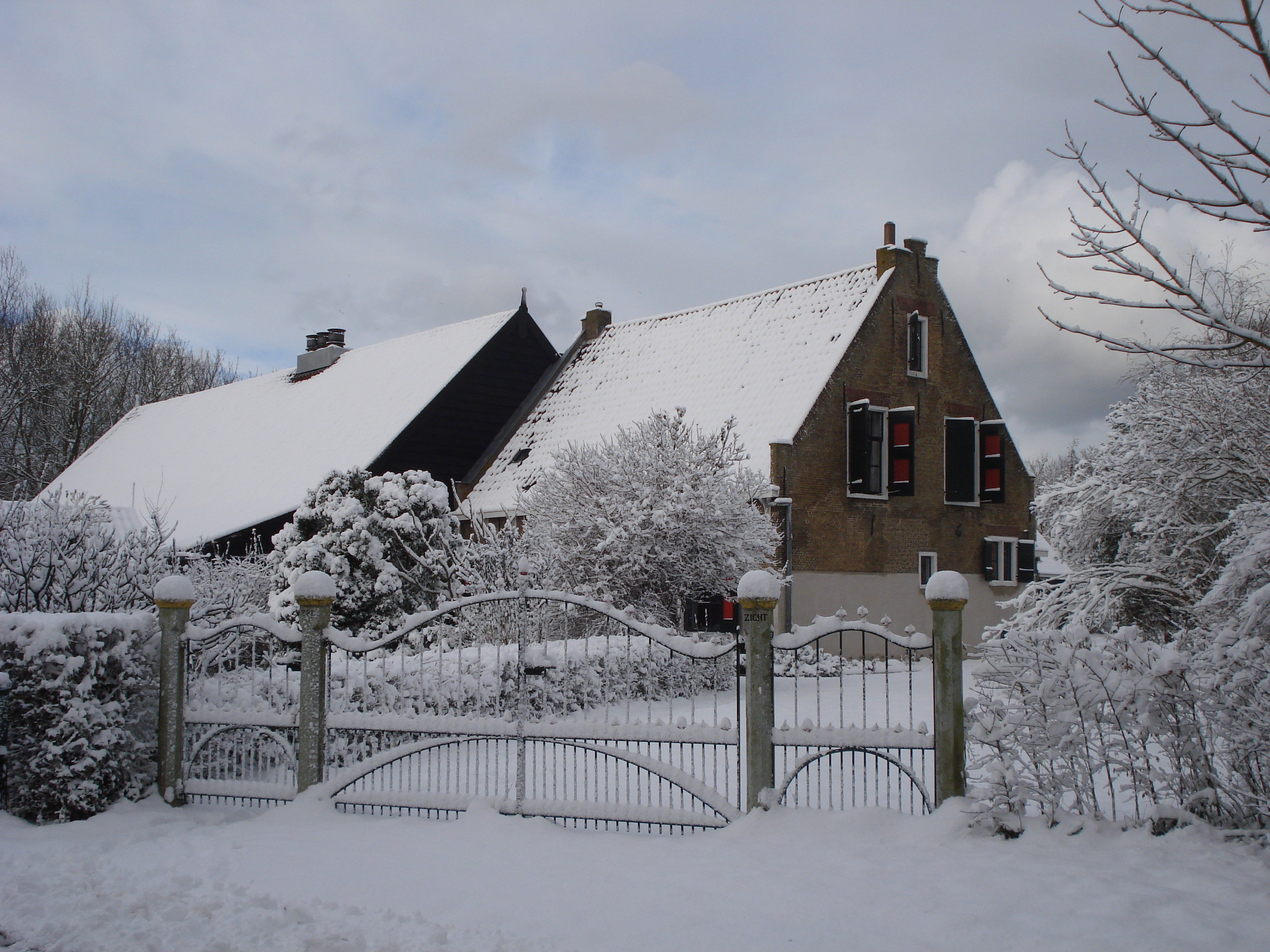
Boerderij Zeezicht op 17 december 2010

Zeezicht is een zeer oude duinboerderij in het gehucht Oostdijk bij Goedereede, in de Nederlandse provincie Zuid-Holland. De boerderij ligt tegen de duinrand en is gebouwd in 1672 op het toenmalige eiland Westvoorn. De boerderij is aangewezen als rijksmonument. De boerderij is van het Zeeuwse schuurtype. Het woonhuis heeft een pannen zadeldak met een ingang in de lange zijde en zogenaamde negenruitsschuifvensters met luiken. De kopgevel bevat rechts een kelderraam, twee kleine vensters, twee hooggeplaatste negenruitsschuifvensters met luiken, een zesruits venster met luik en vlechtingen. De boerderij heeft een grote schuur met dwarsdelen onder een pannen zadeldak.
Volgens de overlevering logeerde Stadhouder Willem III in 1691 in deze boerderij nadat de open boot waarmee hij vanuit Engeland overstak naar Nederland vastliep op een zandbank voor de kust van Westvoorn. Andere bronnen (ook schriftelijke bronnen) spreken echter over de in 1830 gesloopte boerderij Oostdam van Corstiaen Goekoop.
In 1755 is bij Zeezicht een plantagie geplant, ter orientatie van de scheepvaart. Dit bos bestaat nog steeds. In 1881 wordt de lading van het gestrande schip Tripolia bij de boerderij opgeslagen. In de jaren 70 van de 20e eeuw is de boerderij gerestaureerd. Pas bij deze restauratie werd achter de luiken op de bovenverdiepingen glas in de vensters aangebracht.

## Afbeeldingen

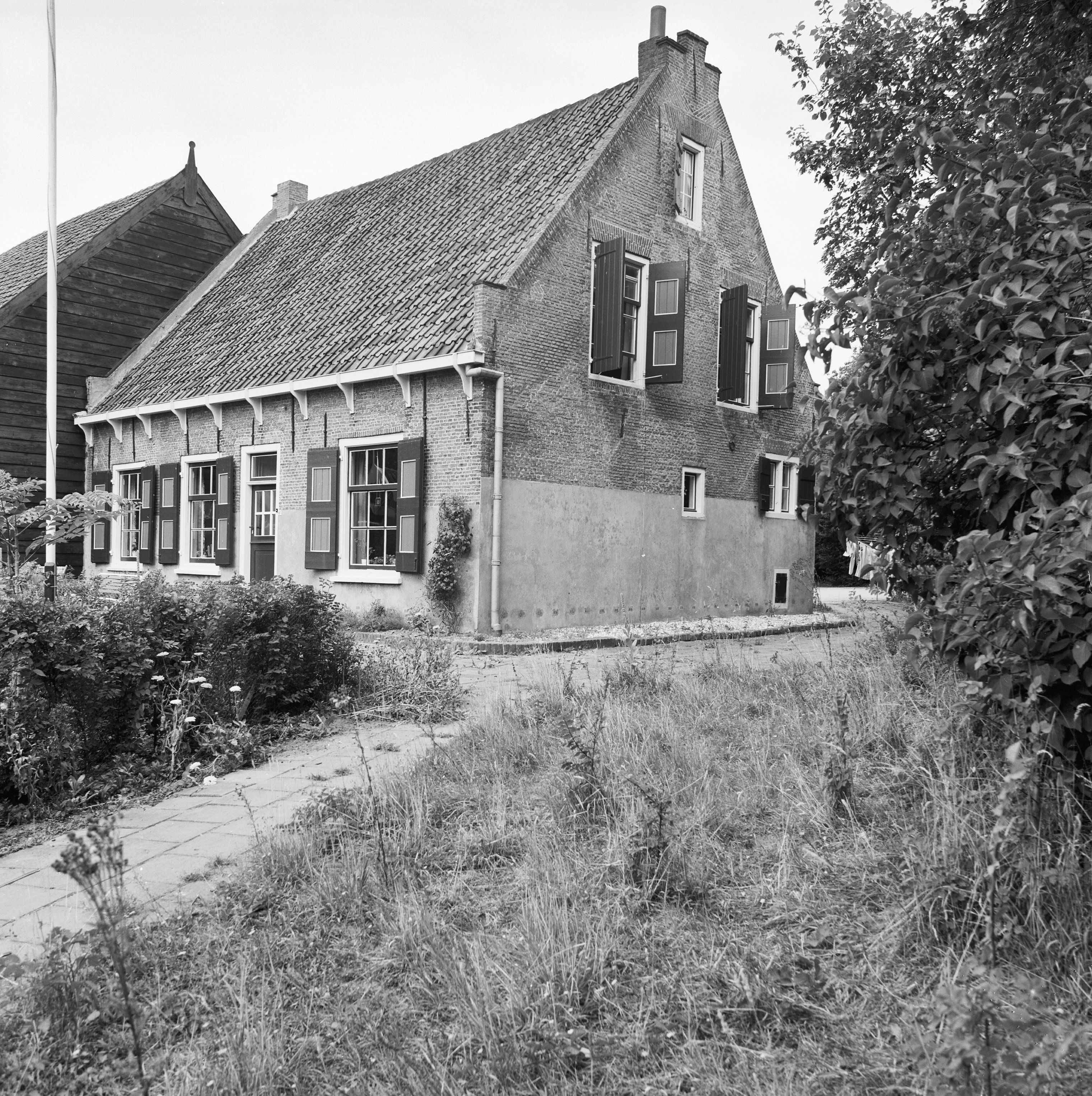
De boerderij in 1978
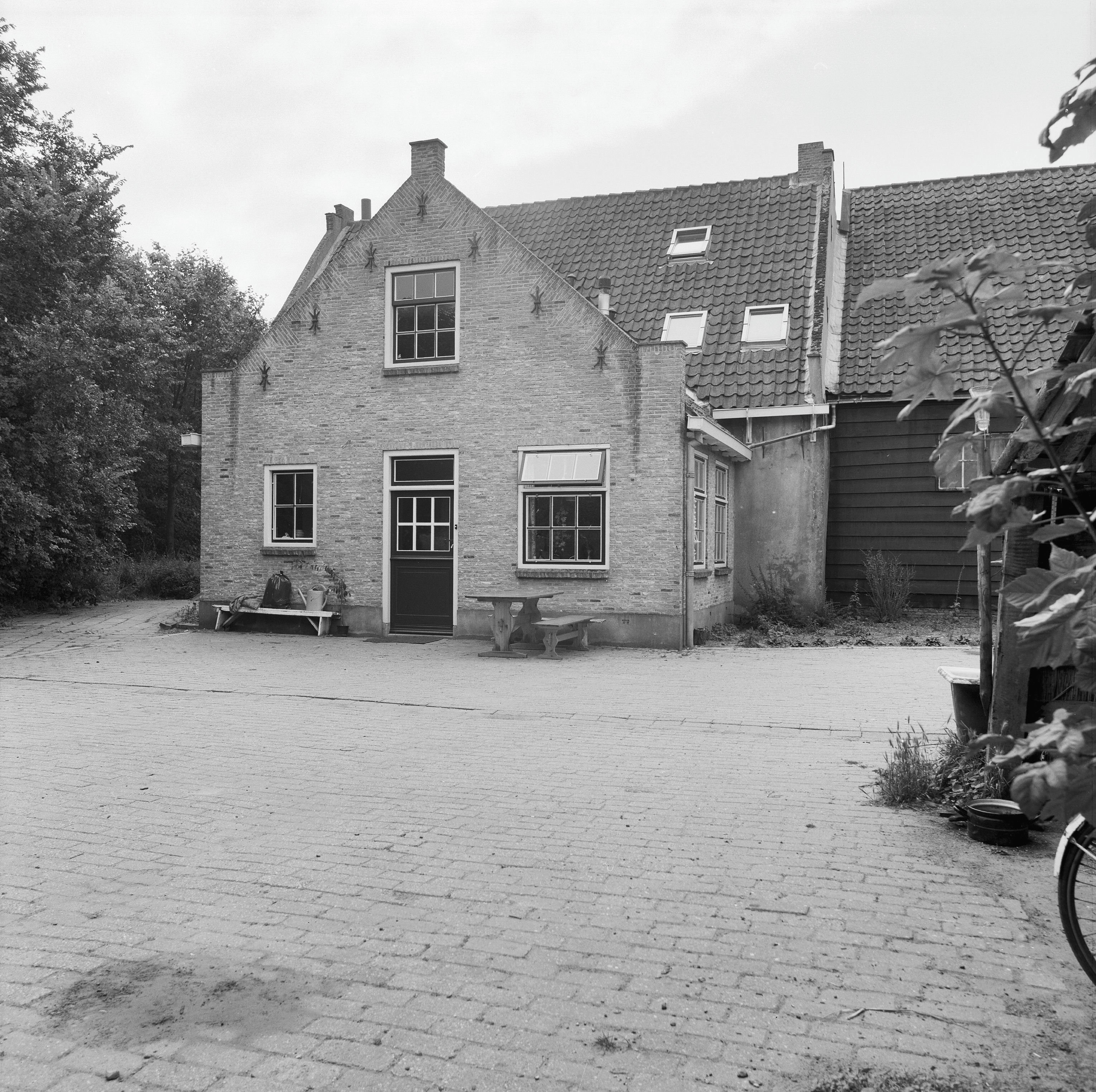
De achtergevel
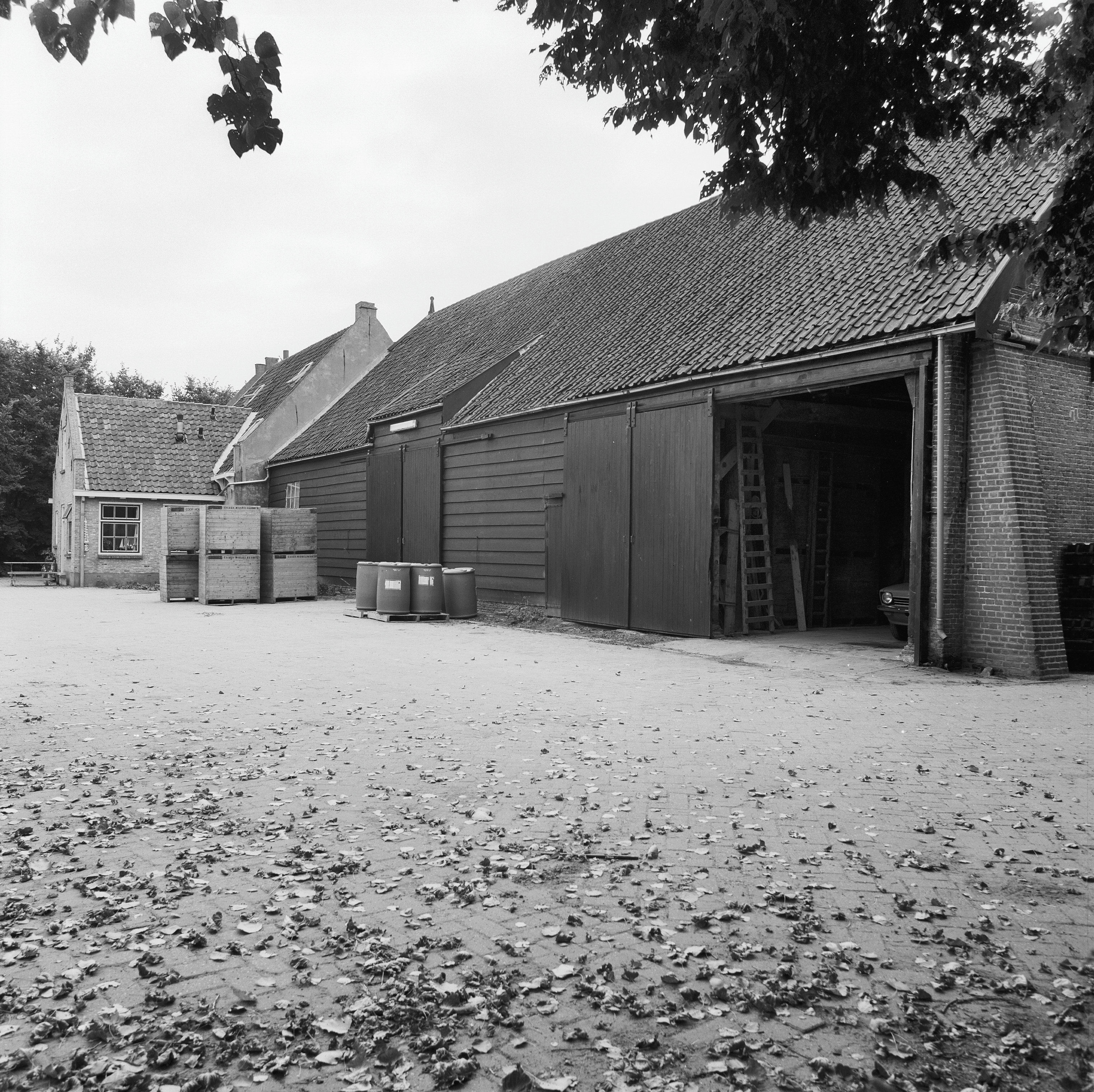
Zijgevel van de schuur